# Antennaria foliacea
Antennaria foliacea là một loài thực vật có hoa trong họ Cúc. Loài này được Greene mô tả khoa học đầu tiên năm 1898.